# Neuracanthus aculeatus
Neuracanthus aculeatus är en akantusväxtart som beskrevs av Isaac Bayley Balfour. Neuracanthus aculeatus ingår i släktet Neuracanthus och familjen akantusväxter. Inga underarter finns listade i Catalogue of Life.